# Gongylotypa anaetia
Gongylotypa anaetia är en fjärilsart som beskrevs av Diakonoff 1983. Gongylotypa anaetia ingår i släktet Gongylotypa och familjen vecklare. Inga underarter finns listade i Catalogue of Life.